# Електрометалургійний завод у Хамі
Електрометалургійний завод у Хамі — підприємство чорної металургії Сирії, майданчик якого розташований на північній околиці міста Хама.
Завод річною потужністю 70 тисяч тонн почав роботу в 1971 році. До його основного обладнання відносились дві 25-тонні електродугові печі, отримана в яких сталь далі надходила на дві машини безперервного виливу заготовки, а потім на прокатний стан, призначений для виробництва будівельної арматури. У 1977-му також ввели в дію виробництво зварних труб та сталевих профілів річною потужністю 40 тисяч тонн.
У 2003-му фактичне виробництво майданчика становило 58 тисяч тонн сортової заготовки, 53 тисячі тонн будівельної арматури та 5 тисяч тонн труб.
У 2008 році оголосили, що індійська компанія Apollo проведе роботи зі збільшення потужності заводу по сталі до 288 тисяч тонн на рік, для чого проведуть модернізацію наявних печей із перетворенням їх на 30-тонні та додадуть електросталеплавильну піч, піч-ківш та дві машини безперервного виливу. Втілення проєкту призупинили з розгортанням у Сирії громадянської війни. Після втручання в бойові дії Росії, що забезпечило беззаперечну перевагу урядовим силам, індійська компанія в 2016-му відновила роботи і в 2017-му оголосили про їх успішне завершення (без деталізації виконаного обсягу робіт). Додаткова сортової заготовки призначається для постачання сирійським металопрокатним підприємствам. Відомо, що в 2022-му такі продажі становили 30 тисяч тонн.
Завод належить державній компанії General Company of Iron and Steel Products (GECOSTEEL, Hadid Hama).